# Hendrik Jakob Lever jr.

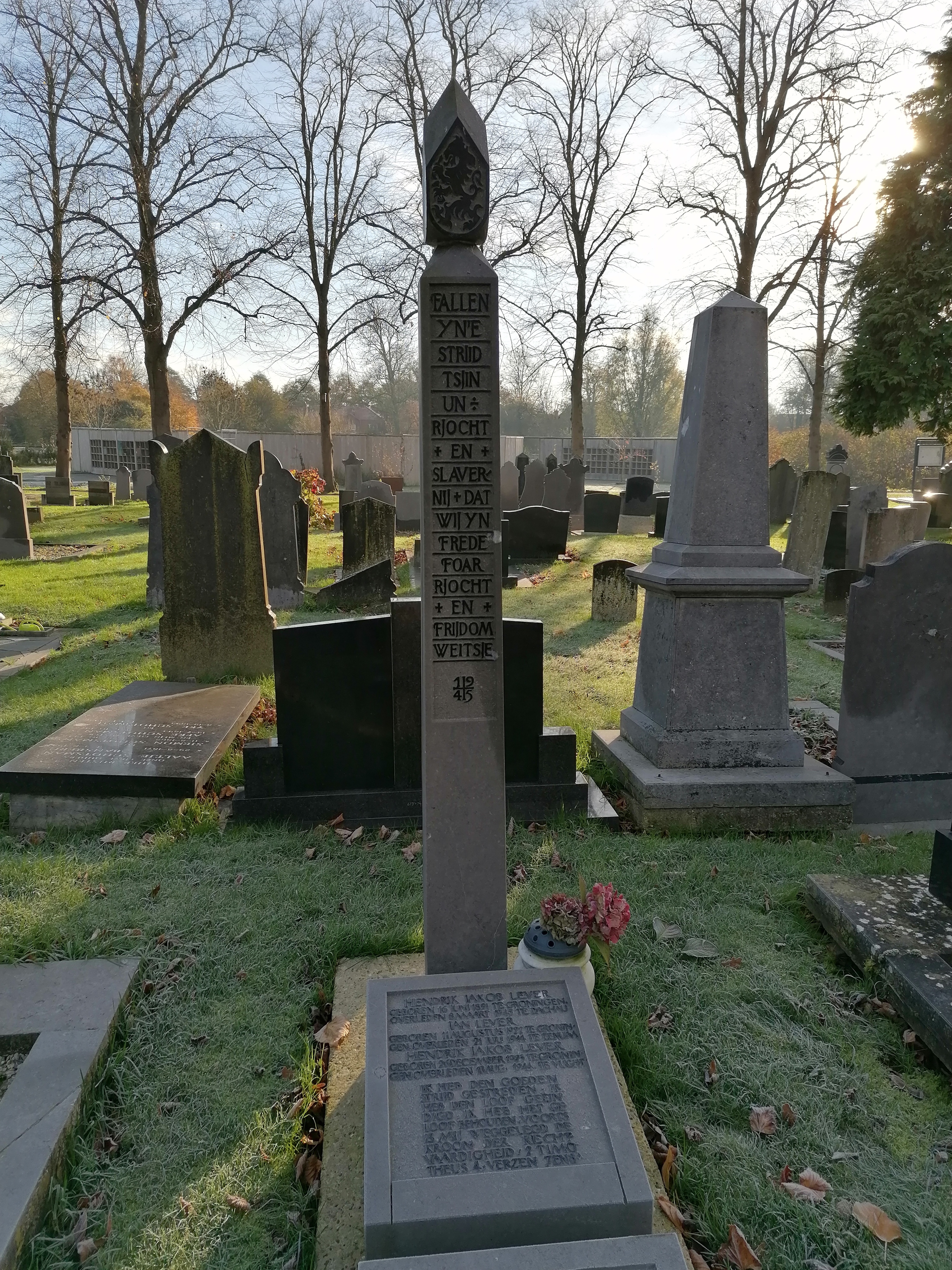
Herdenkingsmonument voor de familie Lever op de Algemene Begraafplaats in Sneek.

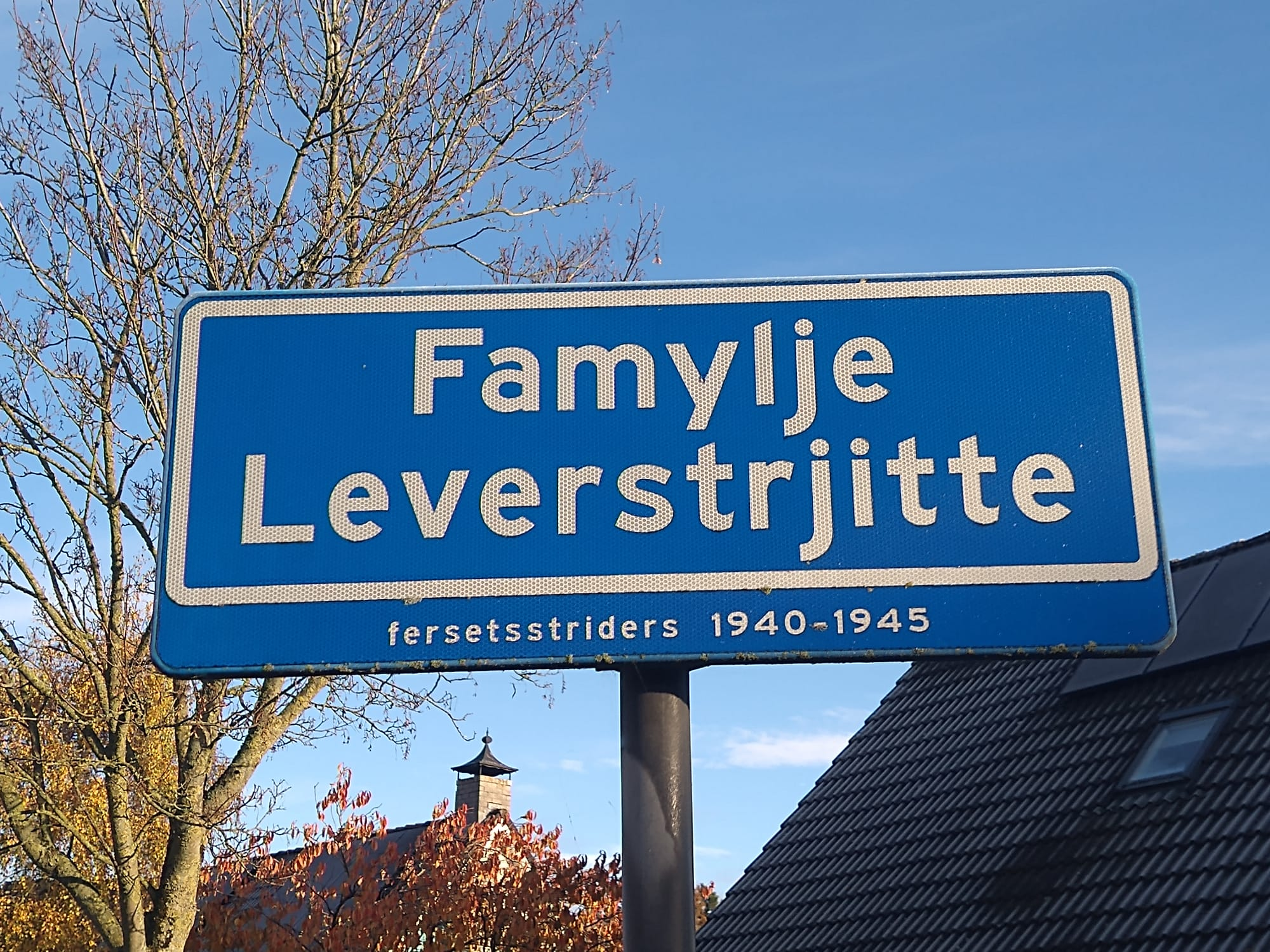
De Famylje Leverstrjitte in Sneek.

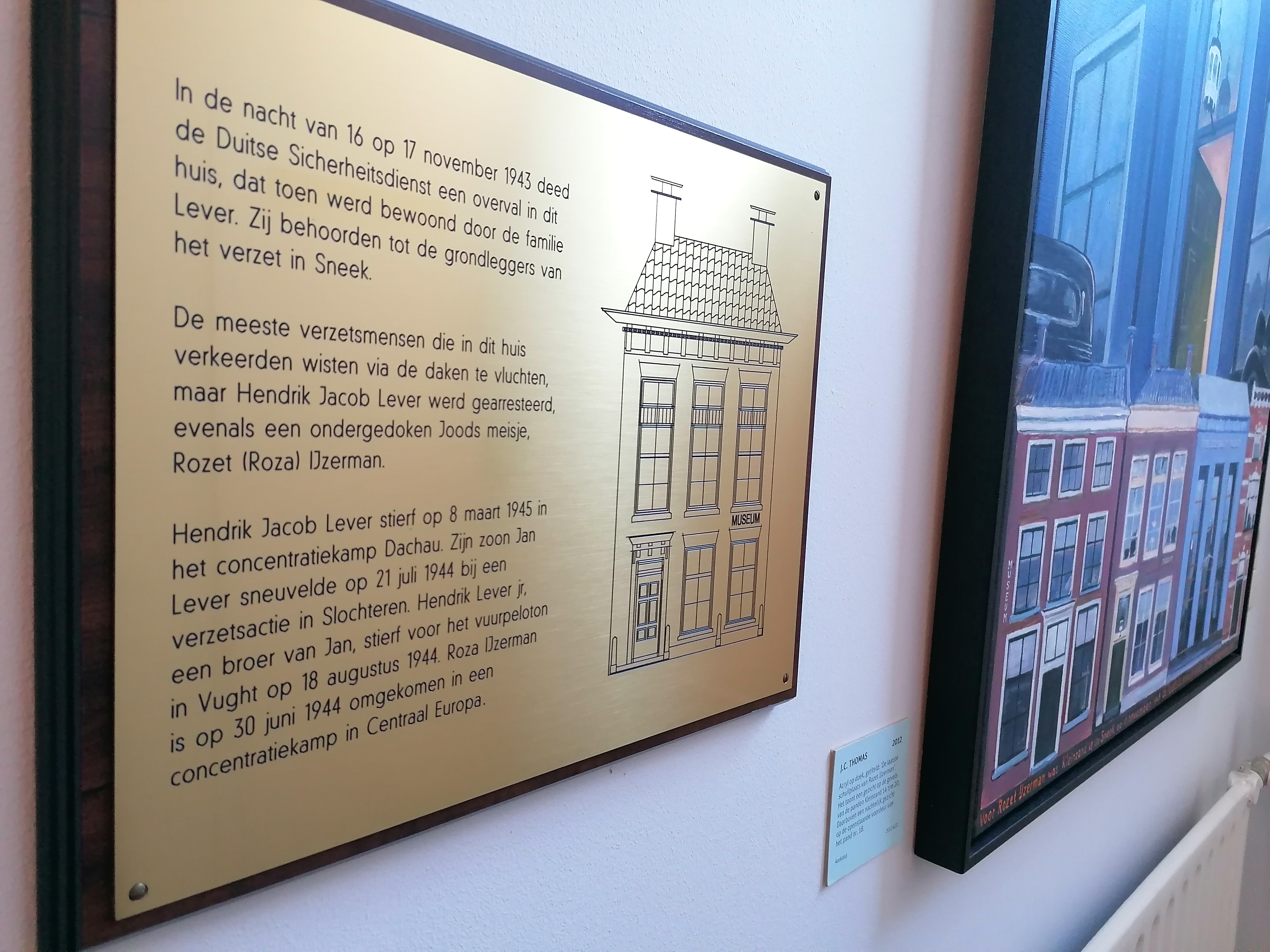
De herinneringsplaquette voor de familie Lever in het Fries Scheepvaartmuseum in Sneek.

Hendrik Jakob (Henk) Lever jr. (Groningen, 26 december 1923 – Kamp Vught, 18 augustus 1944) was een Nederlands verzetsstrijder ten tijde van de Tweede Wereldoorlog.
Als zoon van Henk Lever sr., boekhandelaar, verhuisde Henk in 1931 met zijn ouders, opa en broer Jan en zus Meta naar Sneek. Hier betrokken ze een woning aan het Kleinzand.
Lever was tijdens de Tweede Wereldoorlog lid van de Groep Lever, die onder meer verantwoordelijk was voor de verspreiding van illegale bladen als Vrij Nederland en Trouw. In 1942 werd Henk jr. samen met zijn vader en broer gearresteerd door de Duitsers. Na een maand gevangenisstraf in de Amsterdamse Euterpestraat kwamen ze vrij.
In de nacht van 16 op 17 november 1943 deed de Sicherheitsdienst een inval in het woonhuis van de familie dat dienstdoet als hoofdkwartier van de Groep Lever. Henk jr. was op dat moment niet thuis.
Henk jr. dook na de inval onder op de boerderij van Pieter Reitsma in Lions. Hier werd op 25 mei 1944 een inval gedaan in de zoektocht naar illegale werkers. Henk vluchtte, maar werd beschoten door de Duitsers. Hij raakte hierbij zwaargewond en werd overgebracht naar het Huis van Bewaring in Leeuwarden. Na daar enkele weken verpleegd te zijn, werd hij overgebracht naar Kamp Vught. Hier is hij op 18 augustus 1944 op 20-jarige leeftijd gefusilleerd.
In Sneek is op de Algemene Begraafplaats een herdenkingsmonument voor de familie Lever gesticht op het graf van Jan Lever. In de Zuiderkerk en in hun voormalige woonhuis aan het Kleinzand, nu onderdeel van het Fries Scheepvaartmuseum, hangt een herinneringsplaquette. Daarnaast is de Famylje Leverstrjitte naar de familie vernoemd.